# T-X
La T-X (también conocida como Terminatrix) es el nombre de una asesina cyborg ficticia que aparece en la franquicia Terminator. La T-X es una asesina ginoide y de infiltración. El personaje fue presentado como el antagonista principal en la película de 2003 Terminator 3: La rebelión de las máquinas, interpretada por Kristanna Loken. La T-X tiene la capacidad de asumir la apariencia de otros personajes. Esta capacidad de cambiar de forma es similar a la del T-1000, el antagonista principal de Terminator 2: El juicio final. La T-X también tiene la capacidad de escanear ADN de muestras de sangre.

## Concepto y diseño
La T-X fue diseñada por Stan Winston y su equipo de estudio, donde se consideró particularmente desafiante diseñarla, ya que el guion requería un personaje capaz de enfrentarse al terminator original, conocido en la película como T-850. Originalmente, el endoesqueleto de la T-X estaba destinado a transmitir una forma andrógina que le permitiría al androide asumir los rasgos superficiales tanto de hombres como de mujeres, aunque los diseños posteriores se inclinaron por ser más femeninos. El diseño final y aprobado de la T-X fue realizado por Aaron Sims, quien lo diseñó completamente en computadora a través de una mezcla de Adobe Photoshop y software de modelado 3D. El endoesqueleto fue pintado de negro cromado, para diferenciarlo del brillo plateado del endoesqueleto del T-850, y equipado con luces de circulación azules en lugar del rojo del original. John Rosengrant declaró más tarde que las partes individuales del endoesqueleto estaban recubiertas de una capa dura, lijadas y pulidas a través de máquinas, lo que dio como resultado un modelo matemáticamente perfecto, a diferencia del endoesqueleto del T-800 que fue esculpido a mano y carecía de simetría.
La T-X está diseñada no solo para exterminar humanos, sino también con terminators rebeldes programados por la Resistencia, una "exterminadora de exterminadores" como lo afirmó John Connor. Es un compuesto del T-800 y el T-1000, combinando el endoesqueleto sólido del primero cubierto con el metal líquido "aleación polimimética" del segundo, lo que le permite tomar la forma de cualquier humano que toque. Debido a que solo está recubierta con este material. Tener un endoesqueleto sólido resolvió algunos de los problemas del T-1000, a saber, ser deformado por temperaturas extremas y explosiones como se vio al final de Terminator 2, al mismo tiempo que carecía de armamento a distancia incorporado. Sin embargo, el endoesqueleto hace que la T-X sea menos flexible que su predecesor el T-1000, ya que la T-X no tiene la capacidad de licuarse y asumir formas de cosas innovadoras y sorprendentes, incluyendo pasar por aberturas estrechas, transformar sus brazos en cuchillas de metal sólido o armas blancas, caminar a través de barrotes de prisión o aplanarse. La T-X contiene un gran arsenal de armas avanzadas del futuro, incluidos cañones de plasma, lanzallamas y sierras, aunque es lo suficientemente fuerte como para atravesar el pecho de un humano con su mano desnuda. Esta fue la primera vez que Skynet pudo enviar armas más avanzadas al pasado, ya que la incapacidad de cualquier cosa que no estuviera cubierta de carne humana para retroceder en el tiempo lo impedía, pero el diseño híbrido de la T-X de un endoesqueleto sólido con una superficie de metal líquido que cambia de forma permitió esta solución alternativa.
Aunque la novelización oficial de Terminator 2: El juicio final amplió el origen del T-1000 y revela que tenía nanotecnología incorporada (y memoria programable) que era capaz de escanear la estructura molecular de cualquier cosa que el T-1000 tocara, la TX tiene un suministro incorporado de nanobots más avanzados en sus dedos, que puede inyectar en otras máquinas o terminators, lo que le da control remoto. Un reactor de plasma incorporado alimenta todos los sistemas del T-X.
Loken tuvo que ganar más de 7 kilos de músculo para representar a la T-X. También fue entrenada por el entrenador de mimo Thorsten Heinze, colaborador de larga data del famoso mimo Marcel Marceau, para desarrollar un estilo de movimiento robótico.

## Aparición en la película
La T-X es la antagonista principal de la película Terminator 3: La rebelión de las máquinas de 2003.
Fue enviada al pasado por Skynet para eliminar a los futuros lugartenientes de John Connor y asegurarse de que Skynet se levantara sin ninguna interferencia. Entre sus objetivos se encuentra la futura esposa de John, Katherine Brewster, y su padre, Robert, quien es el creador principal de Skynet. La T-X llega a las afueras de una tienda, mata a una mujer, le roba su ropa, su auto y su identidad. Luego mata a un oficial de policía que la detiene y localiza y elimina a tres de sus objetivos.
Cuando rastrea a Katherine Brewster en su hospital veterinario, localiza a John Connor y lo convierte en su objetivo principal. Mientras interroga a Kate, el T-850, que fue enviado para proteger a los objetivos de la T-X, llega y rescata a John y Kate. Después de una persecución, la T-X mata al prometido de Kate y se hace pasar por él. Casi logra matar a Kate, pero John y el T-850 llegan y la rescatan. La T-X los persigue a través de un cementerio, pero no logra matarlos, ya que el T-850 daña su cañón de plasma con un lanzamisiles. Sin que la T-X lo sepa, John Connor acuña personalmente la máquina como una "Terminatrix" basándose en que tiene una figura de dominatriz.
Continuando con su misión secundaria, la T-X se infiltra en Cyber Research Systems y activa los modelos T-1 armados de la división, que matan a la mayoría de los empleados. La T-X logra matar a Robert Brewster y asegurar el ascenso de Skynet. Después de una pelea con el T-850, persigue a John y Kate hasta Crystal Peak, una base militar. Justo cuando se prepara para matarlos, el T-850 llega en un helicóptero y se estrella contra la T-X. La T-X, con su endoesqueleto partido por la mitad y expuesto, se arrastra y persigue a John. El T-850 la agarra y le  pone su última celda de combustible de hidrógeno en la boca, destruyéndose ambos androides en la explosión. Aunque no logró matar a John y Kate, la T-X logró asegurar el ascenso de Skynet y matar algunos lugartenientes importantes de la Resistencia.

## Literatura
La serie de cómics de 2003 Terminator 3: Eyes of the Rise describe los eventos de Terminator 3: la rebelión de las máquinas desde la perspectiva de la T-X, detallando cómo fue preparada para su misión antes de ser enviada al pasado donde en una batalla tuvo que derrotar a un T-1000 y a un T-800, cuáles eran sus pensamientos durante los eventos de la película, además revelando que la T-X sobrevive a la conclusión de la película en su forma de metal líquido, aunque ya no puede tomar forma sólida debido a la falta de material sólido, salvo formar una cara después de que John Connor y Kate Brewster hayan abandonado su búnker para sonreír al comienzo del Día del Juicio.
En la novela Terminator Hunt de 2004, una segunda T-X es entrenada por miembros de la resistencia capturados para un salto a la década de 1960, donde rastreará a la familia Connor durante los próximos cuarenta años. Un soldado de la resistencia capturado, Paul Keeley, es engañado para ayudar a que la T-X sea más humana. Un implante en su cerebro le hace pensar que la T-X es una niña llamada Eliza, y su interacción con ella la ayuda a aprender a ser humana. La resistencia captura a la T-X y rescata a Keeley. Pero Eliza usa el implante para hacer que Keeley piense que han sido capturados por un gobierno rebelde, y él la libera. Sobrecargado de culpa, Keeley convence a John y Katherine Connor de que le den otra oportunidad para capturar a Eliza. A través del implante, Paul descubre el centro de entrenamiento al que ha escapado, y Eliza es capturada nuevamente por la resistencia y reprogramada para servirla.